# ヨハン・ペーター・ジュースミルヒ
ヨハン・ペーター・ジュースミルヒ（ドイツ語: Johann Peter SüssmilchまたはSüβmilch、1707年9月3日  - 1767年3月22日）は、18世紀ドイツのプロテスタント牧師、統計学者。人口統計学の先駆者。

## 生涯
1707年9月3日、ツェーレンドルフ生まれ。イェーナ大学とハレ大学で医学と神学を学んだあと、1741年に第一次シュレージエン戦争で従軍牧師を務めた。1741年8月13日、ケツィンの牧師としてはじめて説教をした。1742年、ベルリン＝ケルン（Berlin-Cölln）の聖ペトリ教区のプロボストに就任した。1745年、プロイセン科学アカデミーの会員になった。ゴットホルト・エフライム・レッシングとイマヌエル・カントとも交流を持った。1767年3月22日、ベルリンにて没す。

## 作品
ジュースミルヒが1741年に書いた『神の秩序』（Die Göttliche Ordnung in den Veränderungen des menschlichen Geschlechts, aus der Geburt, dem Tode und der Fortpflanzung desselben erwiesen）は彼の最も重要な作品であり、人口統計学の歴史において先駆となる作品となった。ジュースミルヒは出生率の性別比が長期的には女性1,000対男性1,050に収束することを発見、彼はこれを神の仕業の証明として扱った。このため、ジュースミルヒは人口統計学の父の1人とされるが、彼は『神の秩序』でカスパール・ノイマンが作成した1687年から1691年までのブレスラウにおける月間死亡率と死因データを参考にした。ジュースミルヒはまた生命表の作成にかかわった。
- Vincenz John (1894). "Süßmilch, Johann Peter". Allgemeine Deutsche Biographie (ドイツ語). Vol. 37. Leipzig: Duncker & Humblot. pp. 188–195.
- Herwig Birg: Die Weltbevölkerung. Dynamik und Gefahren. München, C. H. Beck 2004. ISBN 978-3-406-519192.
- Eckart Roloff: Wie viele Menschen können auf der Erde leben? Zu dieser Kernfrage fand er schon früh eine gute Antwort: der Berliner Propst Johann Peter Süßmilch. In: Landwirtschaftliche Zeitschrift Rheinland, 43/2010, Seite 42f.
- Justus Nipperdey: Johann Peter Süssmilch: From Divine Law to Human Intervention. In: Population-E, 3-4/2011, Seite 611f.